# Poltys baculiger
Poltys baculiger är en spindelart som beskrevs av Simon 1907. Poltys baculiger ingår i släktet Poltys och familjen hjulspindlar.
Artens utbredningsområde är Gabon. Inga underarter finns listade i Catalogue of Life.